# غاريث هال
غاريث هال (بالإنجليزية: Gareth Hall)‏ (20 مارس 1969 في المملكة المتحدة - ) هو لاعب كرة قدم بريطاني في مركز الدفاع. شارك مع منتخب ويلز تحت 21 سنة لكرة القدم ومنتخب ويلز لكرة القدم. أما مع النوادي، فقد لعب مع تشيلسي وسويندون تاون ونادي برينتفورد ونادي سندرلاند وهافانت أند ووترلوفيل.

## وصلات خارجية
- غاريث هال على موقع قاعدة بيانات كرة القدم.إي يو (الإنجليزية)
- غاريث هال على موقع Soccerbase.com (لاعب) (الإنجليزية)
- غاريث هال على موقع عالم كرة القدم.نت (الإنجليزية)